# Bissell Cycling/2011
Deze pagina geeft een overzicht van de Bissell Pro Cycling wielerploeg in 2011.

## Algemeen
Sponsor: Bissell
Algemeen manager: Glen Mitchell
Ploegleiders: Eric Wohlberg

## Renners
| Naam                | Geboortedatum | Nationaliteit    | Ploeg in 2010                   |
| ------------------- | ------------- | ---------------- | ------------------------------- |
| Andy Baker          | 30-09-1989    | Verenigde Staten | Mountain Khakis - Jittery Joe`s |
| Patrick Bevin       | 02-05-1991    | Nieuw-Zeeland    |                                 |
| Rob Britton         | 22-09-1984    | Canada           |                                 |
| Andrew Dahlheim     | 09-06-1988    | Verenigde Staten | neoprof                         |
| Andy Jacques-Maynes | 22-09-1979    | Verenigde Staten |                                 |
| Ben Jacques-Maynes  | 22-09-1978    | Verenigde Staten |                                 |
| Shane Kline         | 11-04-1989    | Verenigde Staten |                                 |
| Paul Mach           | 15-03-1982    | Verenigde Staten |                                 |
| Chase Pinkham       | 28-10-1990    | Verenigde Staten | Trek-Livestrong                 |
| Frank Pipp          | 22-05-1977    | Verenigde Staten |                                 |
| Jay Robert Thomson  | 12-04-1986    | Zuid-Afrika      | Fly V Australia                 |
| Jeremy Vennell      | 30-10-1978    | Nieuw-Zeeland    |                                 |
| Kyle Wamsley        | 03-01-1980    | Verenigde Staten |                                 |
| David Williams      | 19-06-1988    | Verenigde Staten |                                 |

2005 · 2006 · 2007 · 2008 · 2009 · 2010 · 2011 · 2012